# Pilské údolí
Pilské údolí se nachází jižně od Boskovic a je dlouhé přibližně 3 kilometry. Údolím protéká říčka Bělá a ve střední části údolí se nachází rybník sloužící k rekreaci. Na sever od údolí se tyčí kopec, na kterém se nachází zřícenina hradu Boskovice.

## Turistika
Skrze údolí vede modrá turistická trasa. Nabízí klidné posezení a atrakce umístěné na říčce Bělé protékající údolím.

## Historie
Dříve se v údolí nacházely rybníky tři u kterých stál mlýn a několik dalších stavení (pila a sklárna). U křižovatky silnice Skalice nad Svitavou-Boskovice-Újezd u Boskovic stále stojí Pilský dvůr. Tzv. Pirochtův mlýn se dochoval do dnešní doby, ten se nachází na samém východním konci údolí, kde se nacházel i rybník, který však zanikl (tento rybník však ještě nespadá do Pilského údolí). V současné době se na jeho místě nachází fotbalové hřiště.
Prvním rybníkem v údolí byl tzv. Puklův rybník u stejnojmenného mlýna. Z tohoto stavení zbylo jen torzo. Další dva rybníky poháněly pilu a sklárnu. 
Při projektování tratě Skalice nad Svitavou – Velké Opatovice se uvažovalo o zřízení zastávky „Pilský dvůr“ u Pilského dvora, nakonec se však tato zastávka nezrealizovala.

## Fotogalerie

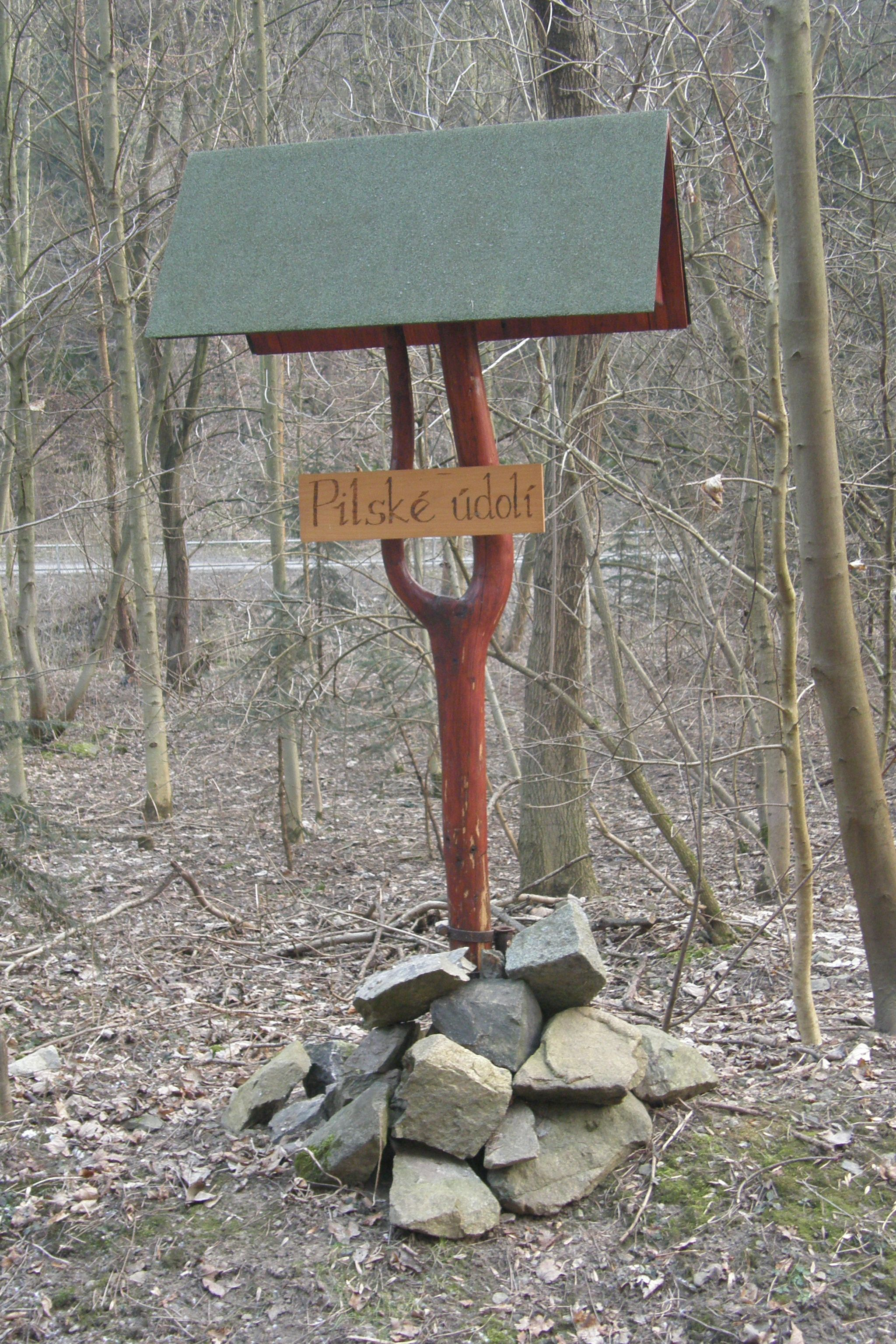
Cedule označující začátek Pilského údolí
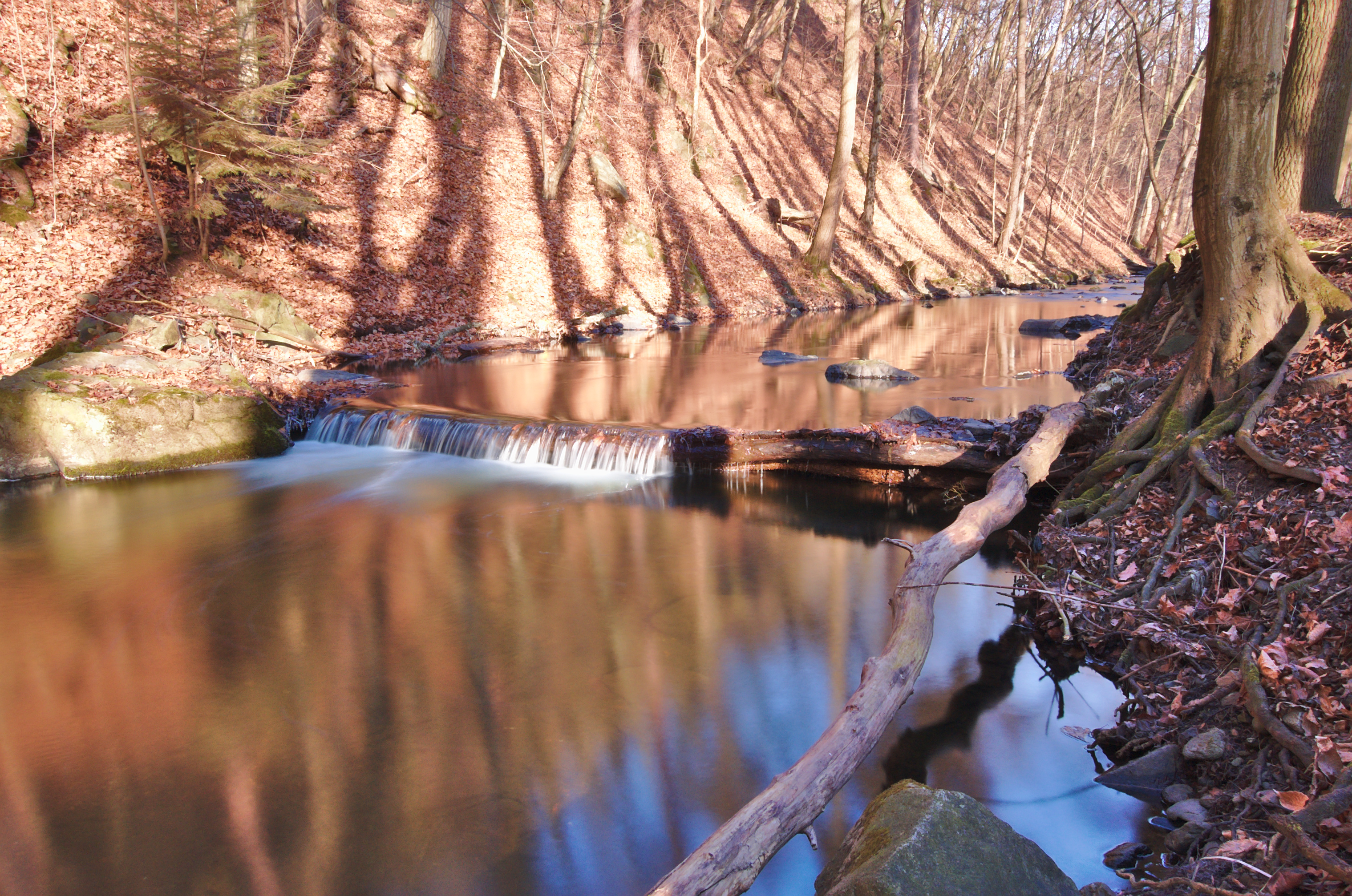
Bělá v Pilském údolí
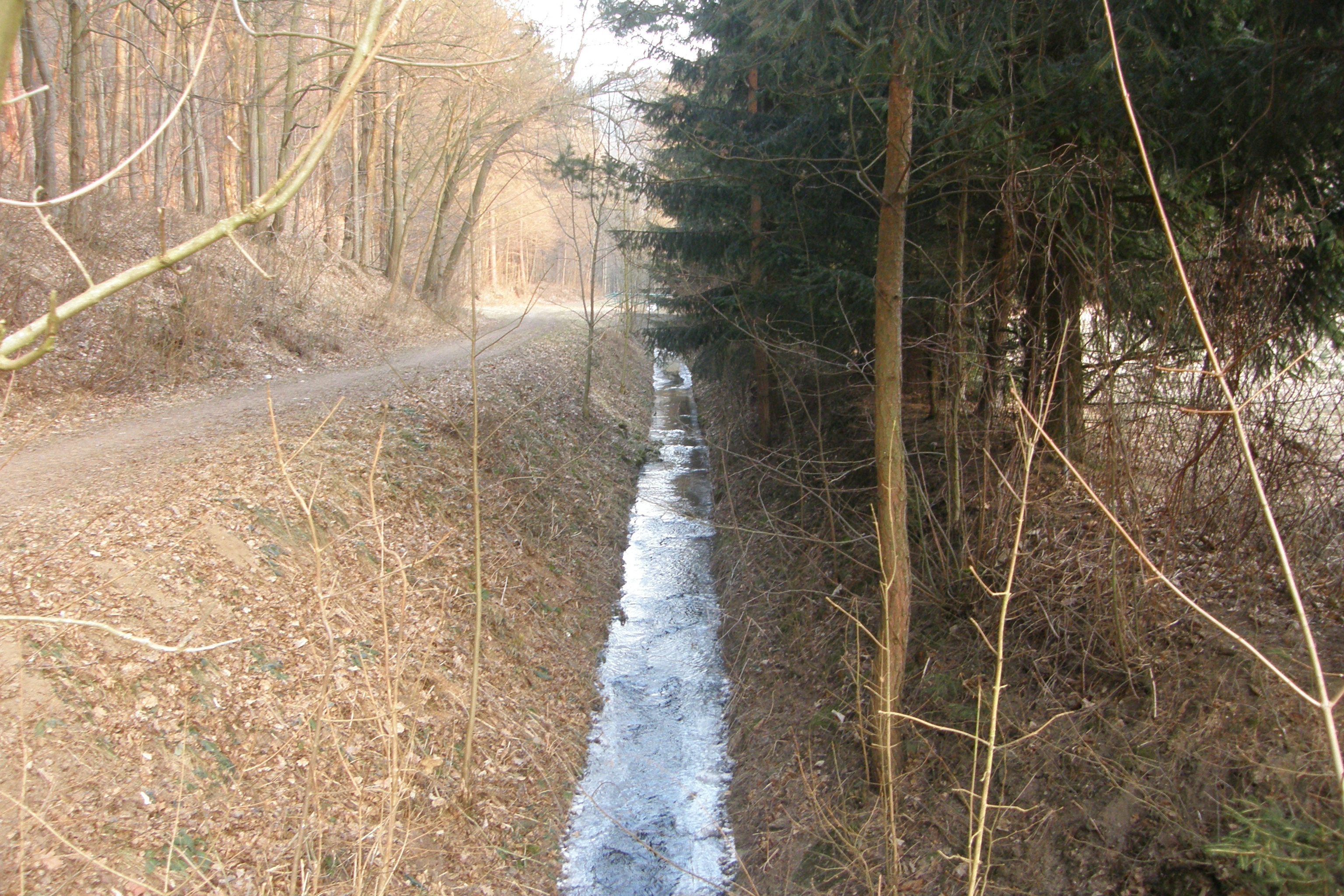
Současný stav náhonu zásobující druhý a třetí rybník
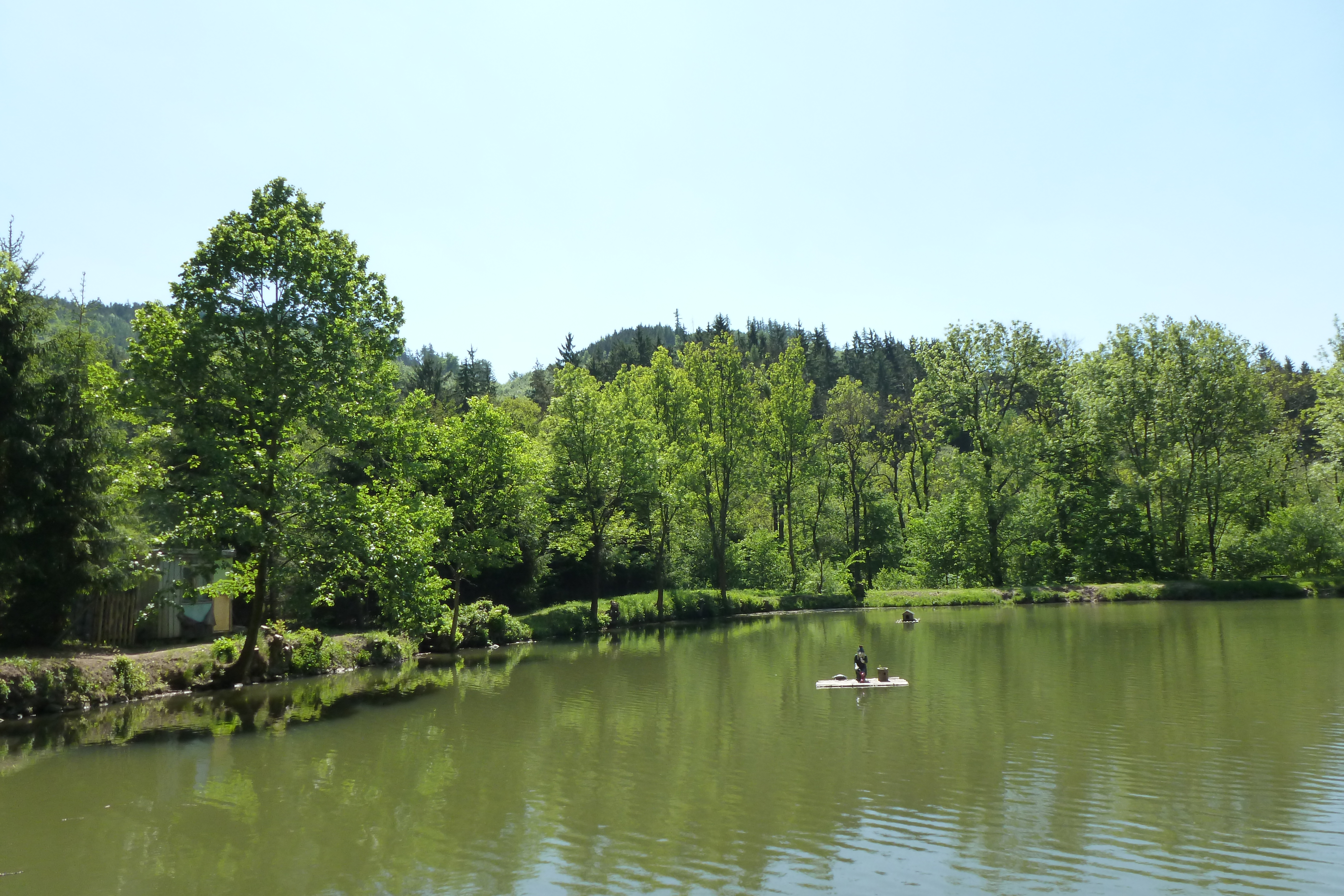
Rybníček
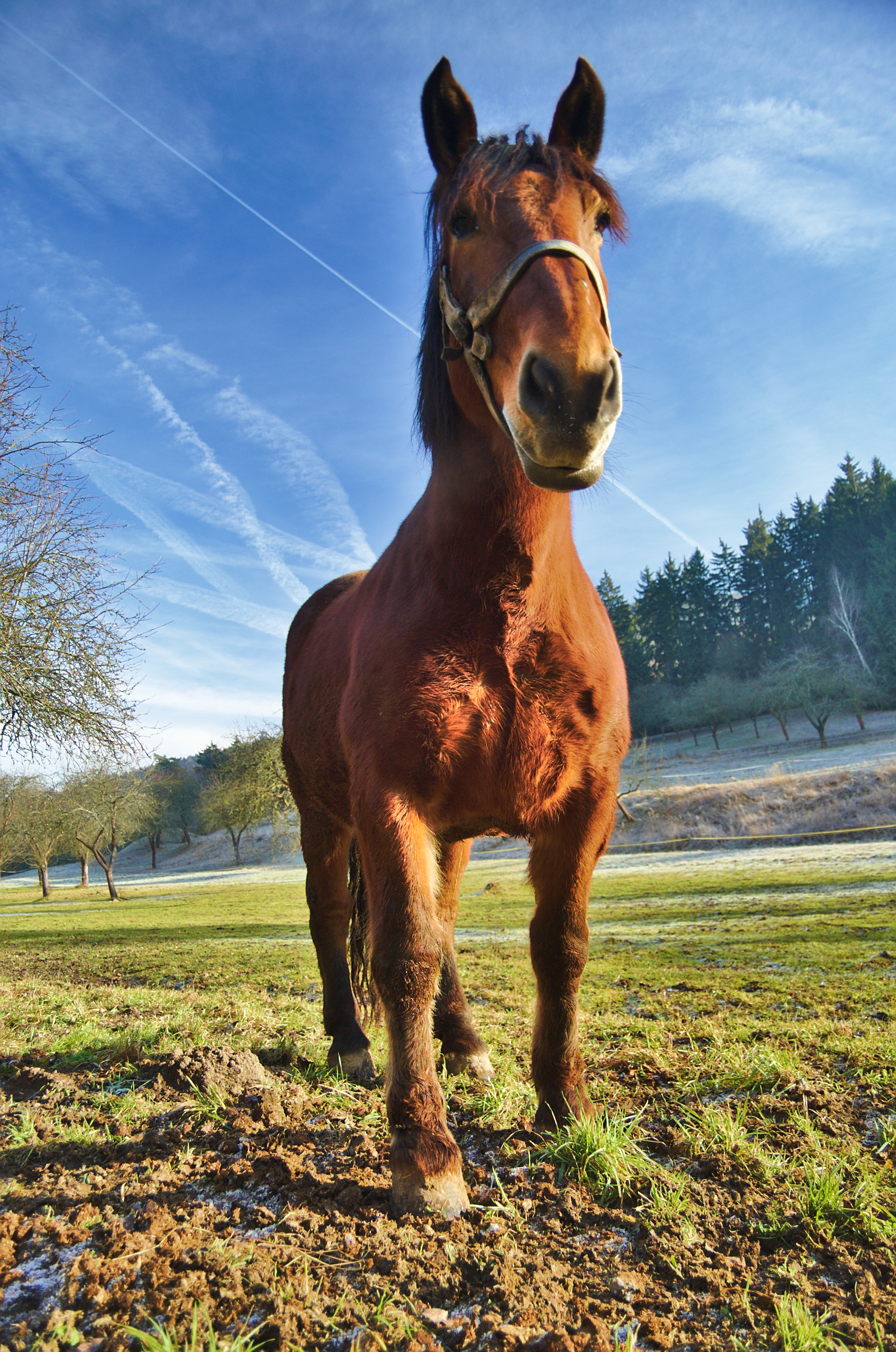
Chov koní
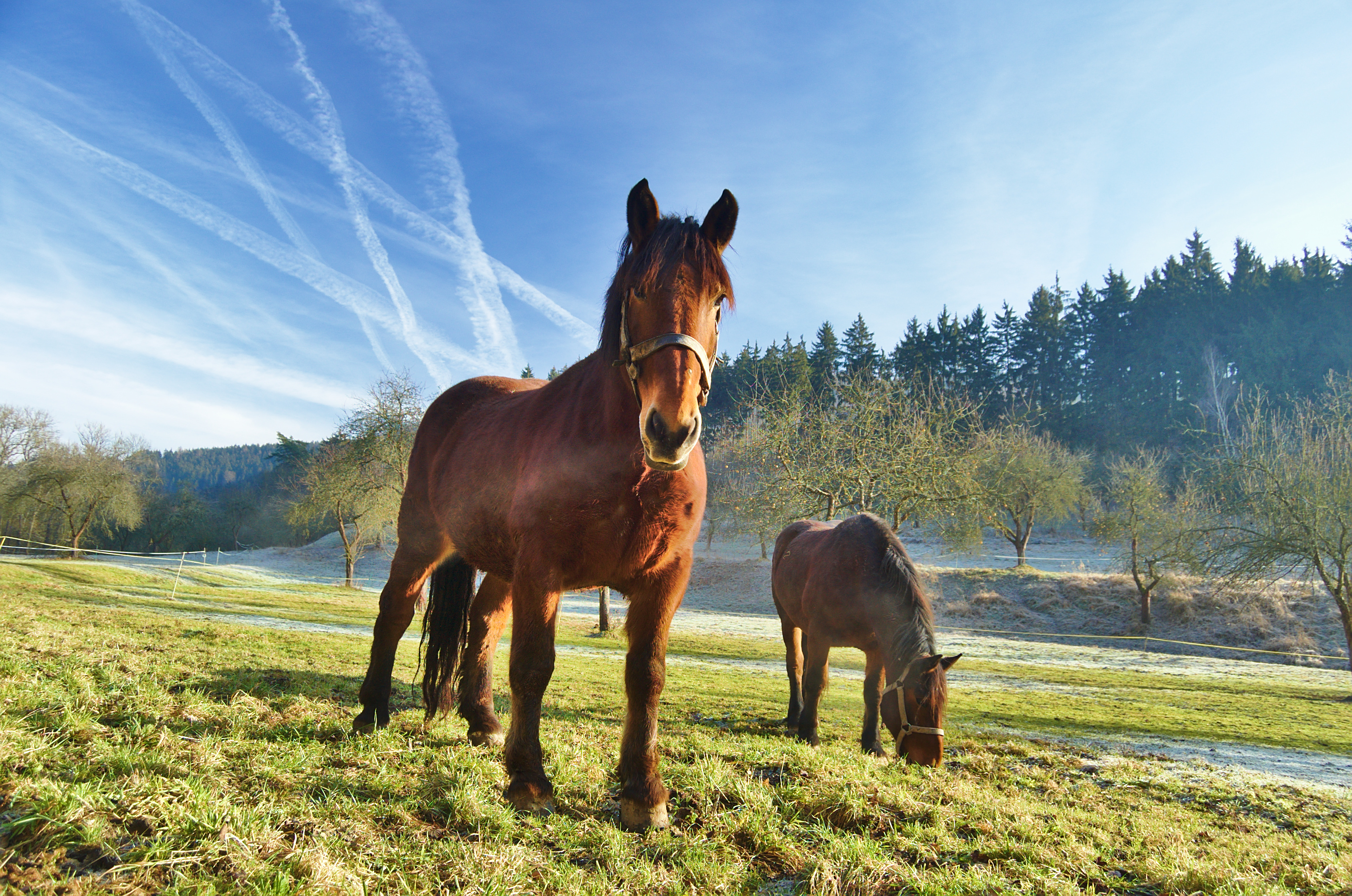
Chov koní
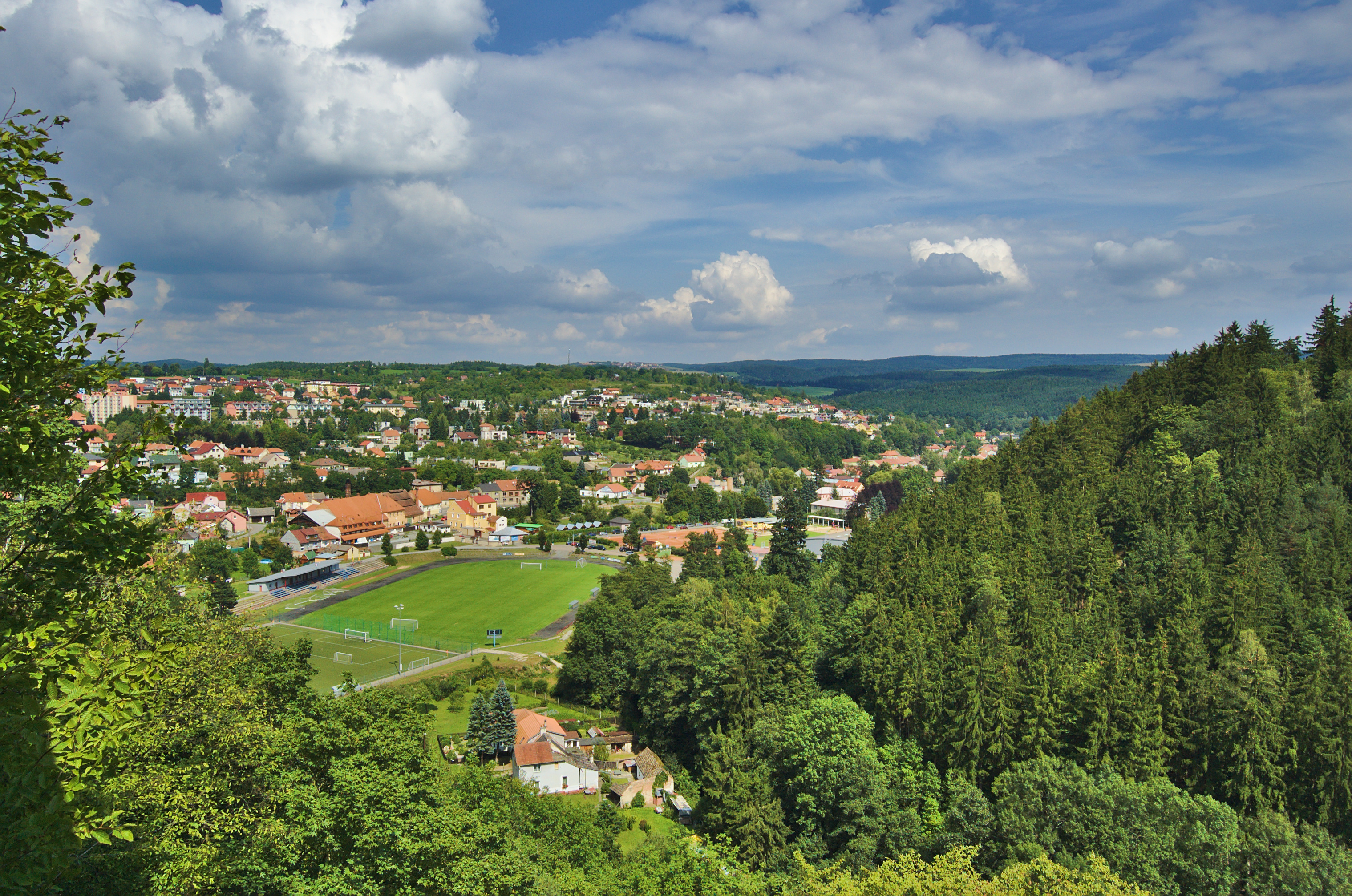
Pohled na začátek údolí z vyhlídky pod hradem